# Мејкинг (Кентаки)
Мејкинг (енгл. Mayking) насељено је место без административног статуса у америчкој савезној држави Кентаки.

## Демографија
По попису из 2010. године број становника је 487.
| Група             | 2000.    | 2010.       |
| Белци             | 0 (0,0%) | 473 (97,1%) |
| Афроамериканци    | 0 (0,0%) | 2 (0,4%)    |
| Азијати           | 0 (0,0%) | 4 (0,8%)    |
| Хиспаноамериканци | 0 (0,0%) | 8 (1,6%)    |
| Укупно            | 0        | 487         |